# Johnny Giles
Johnny Giles (ur. 6 listopada 1940 w Dublinie) – irlandzki piłkarz występujący na pozycji pomocnika oraz trener.

## Kariera klubowa
Johnny Giles jest wychowankiem klubu Manortown United, jednak zawodową karierę rozpoczynał w 1957 roku w Manchesterze United. W jego barwach zadebiutował w 1958 po tym, jak w katastrofie lotniczej zginęło ośmiu piłkarzy „Czerwonych Diabłów”. Miejsce w podstawowej jedenastce Manchesteru Giles wywalczył sobie w sezonie 1960/1961, kiedy to wystąpił w 23 meczach Division One. Irlandczyk regularnie grywał w wyjściowym składzie obok takich graczy jak Bobby Charlton i Denis Law.
Razem z Manchesterem Giles w 1963 roku zwyciężył w rozgrywkach Pucharu Anglii. Irlandzki pomocnik poprosił jednak o odejście z klubu i jeszcze w tym samym roku za 330 tysięcy funtów przeniósł się do Leeds United.
W Leeds Giles bez problemów wywalczył sobie miejsce w podstawowej jedenastce i jak się później okazało na Elland Road występował przez kolejne dwanaście sezonów. Razem z drużyną „The Whites” w 1969 i 1974 roku zdobył tytuł mistrza Anglii, w 1965, 1966, 1970, 1971 i 1972 wicemistrzostwo kraju, w 1972 roku Puchar Anglii, a w 1968 roku Puchar Ligi Angielskiej. Oprócz tego w 1968 i 1971 roku zwyciężył w Pucharze Miast Targowych (po wygranych z Ferencvárosi oraz Juventusem), a w 1975 roku dotarł do finału Champions League. W zespole prowadzonym przez Dona Reviego Giles stanowił o sile drużyny razem z Billym Bremnerem, natomiast obok nich w linii pomocy grali jeszcze między innymi tacy piłkarze jak Paul Madeley, Eddie Gray oraz Bobby Collins. W 1974 roku Revie został trenerem reprezentacji Anglii i przekazał zarządowi Leeds, że Giles ma już 34 lata i mógłby zostać jego następcą. Tak się jednak nie stało i nowym trenerem „Pawi” został wybrany Brian Clough. Łącznie dla Leeds irlandzki gracz w 383 ligowych pojedynkach strzelił 87 goli. Podsumowując wszystkie rozgrywki w których uczestniczył w 521 meczach zdobył 114 bramek i oba te wyniki należą obecnie do czołówki klubowych rekordów.
W czerwcu 1975 roku Irlandczyk postanowił zmienić klub i odszedł do West Bromwich Albion. Spędził tam dwa sezony, podczas których był grającym szkoleniowcem West Brom. Z posady tej Giles zrezygnował 21 kwietnia 1977 roku, po czym został graczem Shamrock Rovers, gdzie także pełnił rolę szkoleniowca. W 1978 roku zaliczył krótki epizod w amerykańskim klubie Philadelphia Fury, a piłkarską karierę zakończył w 1983 roku.
| Sezon     | Klub                 | Rozgrywki        | Mecze | Bramki |
| --------- | -------------------- | ---------------- | ----- | ------ |
| 1957/1958 | Manchester United    | Division One     | 0     | 0      |
| 1958/1959 | Manchester United    | Division One     | 0     | 0      |
| 1959/1960 | Manchester United    | Division One     | 10    | 2      |
| 1960/1961 | Manchester United    | Division One     | 23    | 2      |
| 1961/1962 | Manchester United    | Division One     | 30    | 2      |
| 1962/1963 | Manchester United    | Division One     | 30    | 4      |
| 1963/1964 | Leeds United         | Division Two     | 40    | 7      |
| 1964/1965 | Leeds United         | Division One     | 39    | 7      |
| 1965/1966 | Leeds United         | Division One     | 40    | 5      |
| 1966/1967 | Leeds United         | Division One     | 29    | 12     |
| 1967/1968 | Leeds United         | Division One     | 20    | 7      |
| 1968/1969 | Leeds United         | Division One     | 32    | 8      |
| 1969/1970 | Leeds United         | Division One     | 32    | 13     |
| 1970/1971 | Leeds United         | Division One     | 34    | 13     |
| 1971/1972 | Leeds United         | Division One     | 38    | 6      |
| 1972/1973 | Leeds United         | Division One     | 33    | 6      |
| 1973/1974 | Leeds United         | Division One     | 17    | 2      |
| 1974/1975 | Leeds United         | Division One     | 29    | 1      |
| 1975/1976 | West Bromwich Albion | Division Two     | 38    | 2      |
| 1976/1977 | West Bromwich Albion | Division One     | 37    | 1      |
| 1977/1978 | Shamrock Rovers      | Premier Division |       |        |
| 1978      | Philadelphia Fury    | NASL             | 20    | 0      |
| 1978/1979 | Shamrock Rovers      | Premier Division |       |        |
| 1979/1980 | Shamrock Rovers      | Premier Division |       |        |
| 1980/1981 | Shamrock Rovers      | Premier Division |       |        |
| 1981/1982 | Shamrock Rovers      | Premier Division |       |        |
| 1982/1983 | Shamrock Rovers      | Premier Division |       |        |

## Kariera reprezentacyjna
W latach 1960–1979 Giles rozegrał 59 meczów i strzelił pięć bramek dla reprezentacji Irlandii. Przez ten czas ani razu nie udało mu się jednak wywalczyć awansu na mistrzostwa świata oraz na mistrzostwa Europy. W 1973 roku Giles został grającym trenerem reprezentacji swojego kraju, a w 1980 roku jego następcą został Alan Kelly.

## Kariera trenerska
Podczas piłkarskiej kariery Giles był grającym trenerem West Bromwich Albion, reprezentacji Irlandii oraz Shamrock Rovers. W latach 1981–1983 był szkoleniowcem Vancouver Whitecaps, natomiast w 1984 roku po raz drugi przyjął ofertę pracy w West Bromwich. Zajął z nim dwunaste miejsce w Division One, a po zakończeniu sezonu nowym trenerem zespołu został Nobby Stiles.